# Svensk hønsebær
Svensk hønsebær (Cornus suecica) eller blot hønsebær er en 10-25 cm høj urt, der vokser i hedemoser og krat.

## Beskrivelse
Svensk hønsebær er en vintergrøn flerårig urt med en tæppedannende vækstform. Stænglerne er glatte og oprette. Bladene er modsatte og helrandede med buede strenge. Blomstringen sker i maj-juli, hvor man ser de bittesmå blomster sidde samlet i tætte, endestillede hoveder. De fire højblade lige under hovedet er hvide og tæt samlede, sådan at blomsterhoved og højblade tilsammen danner én "blomst". Frugterne er samlefrugter, der består af mange, saftige stenfrugter med hver én kerne.
Rodnettet består af jordstængler og trævlerødder. Planten breder sig kraftigt ved underjordiske udløbere.
Højde x bredde og årlig tilvækst: 0,25 x 1 m (25 x 5 cm/år), heri ikke medregnet planter, dannet ved udløbere.

## Voksested
Svensk hønsebær er udbredt cirkumpolart, og den foretrækker lysåbne voksesteder på fugtig, sur bund. I Norrpada Skærgård, som ligger 16 km sydvest for Söderarms fyr, dvs. i den nordlige del af den stockholmske skærgård, findes arten på en eng sammen med bl.a. almindelig skjolddrager, almindelig tranebær, kragefod, kærsvovlrod, mosebølle, multebær, rundbladet soldug, smalbladet kæruld og tuekæruld

## Note
1. ↑  Torbjörn Peterson: Norrpada – paradis i norr! Arkiveret 21. marts 2017 hos  Wayback Machine - en noget lyrisk betonet beskrivelse af skærenes vegetationer (på (svensk))

| Portal | Portal:Botanik |